# Pede-Sainte-Anne
Pour les articles homonymes, voir Pede.
Situé à l'ouest de Bruxelles dans le Pajottenland, le village typique de la province du Brabant flamand de Pede-Sainte-Anne, en néerlandais Sint-Anna-Pede est un secteur d'Itterbeek, qui est lui-même un des villages de la commune de Dilbeek. Il doit son nom au Neerpedebeek, un affluent de la Senne, qui traverse le village.
La petite église Sainte-Anne de Pede-Sainte-Anne, dont mention est déjà faite en 1259, est célèbre à travers le monde parce qu'elle se retrouve à l'arrière-plan de "la Parabole des aveugles", peinte en 1568 par Pierre Breugel "l'Ancien" et aujourd'hui exposée au Musée Capodimonte de Naples. Elle a subi des transformations depuis, mais l'ensemble reste fidèle à la représentation visible sur le tableau. Au musée du Louvre à Paris figure une copie exécutée par Pierre Breugel "le Jeune".
En 1770, sur la carte de Ferraris, le hameau se trouve sous le nom de Ste Anna Pede.